# Candovia pallida
Candovia pallida is een insect uit de orde Phasmatodea en de  familie Diapheromeridae. De wetenschappelijke naam van deze soort is voor het eerst geldig gepubliceerd in 1918 door Sjöstedt.
1. ↑  (en) Candovia pallida op de IUCN Red List of Threatened Species.